# Kevin Klein (ishockeyspelare)
Kevin Klein, född 13 december 1984 i Kitchener, Ontario, är en kanadensisk professionell ishockeyback som spelar för New York Rangers i NHL. Han har tidigare spelat för Nashville Predators på NHL–nivå och på lägre nivåer för Milwaukee Admirals i AHL, Herlev Hornets i ML, Rockford IceHogs i UHL och Toronto St. Michael's Majors och Guelph Storm i OHL.
Klein valdes som 37:e spelare totalt av Predators i 2003 års draft. Klein spelade sin första NHL-match för Predators säsongen 2005–06 men blev ordinarie först säsongen 2008–2009 då han spelade 63 matcher och gjorde 4 mål och 8 assist.

## Kontrakt och övergångar
Klein har under sin proffskarriär skrivit på fem kontrakt till ett sammanlagt värde av $20,35 miljoner (från fyra kontrakt).
- Han skrev på ett tvåårigt rookiekontrakt. Det finns dock inget datum när han har skrivit det och de finansiella aspekterna i kontraktet är okända.
- Den 16 juli 2007 skrev han på ett ettårigt (2007–2008) kontrakt med Predators. Kontraktet var värt $500,000 om han spelade på NHL–nivå alternativt $70,000 på AHL–nivå.[3][2]
- Den 16 juli 2008 valde Klein att förlänga sitt kontrakt med Predators för ytterligare två år (2008–2010). Kontraktet var värt $1,3 miljoner, där genomsnittsårslönen (cap hit) var på $650,000. Lönerna för de två åren var fördelade följande: $500,000 och $800,000.[4][2]
- Den 19 januari 2010 skrev han på ett nytt tre–års (2010–2013) kontrakt med Predators till ett värde av $4,05 miljoner, där genomsnittsårslönen var på $1,35 miljoner och det var det han fick ut per år.[5][2]
- Den 15 september 2012 förlängde han sitt kontrakt med Predators. Det nya kontraktet är på fem år (2013–2018) och är värt $14,5 miljoner, där genomsnittsårslönen är på $2,9 miljoner. Hans årslön de första tre säsongerna är $3 miljoner medan de två efterföljande och avslutande åren på kontraktet är på $2,75 miljoner. Kontraktet började gälla från och med 1 juli 2013.[6][2]
- Den 22 januari 2014 blev Klein bortbytt till New York Rangers i utbyte mot backen Michael Del Zotto.[7][8][9]

## Statistik
| 1999–2000  | Kitchener Minor Hockey       | OHF1       | 54  | 12 | 29 | 41  | 40  | —  | —  | —  | —  | —  |
| 2000–2001  | Toronto St. Michael's Majors | OHL        | 58  | 3  | 16 | 19  | 21  | 18 | 0  | 5  | 5  | 17 |
| 2001–2002  | Toronto St. Michael's Majors | OHL        | 68  | 5  | 22 | 27  | 35  | 15 | 2  | 7  | 9  | 12 |
| 2002–2003  | Toronto St. Michael's Majors | OHL        | 67  | 11 | 33 | 44  | 88  | 17 | 1  | 9  | 10 | 8  |
| 2003–2004  | Toronto St. Michael's Majors | OHL        | 5   | 0  | 1  | 1   | 2   | —  | —  | —  | —  | —  |
| 2003–2004  | Guelph Storm                 | OHL        | 46  | 6  | 23 | 29  | 40  | 22 | 10 | 11 | 21 | 12 |
| 2004–2005  | Rockford Icehogs             | UHL        | 3   | 2  | 1  | 3   | 0   | —  | —  | —  | —  | —  |
|            | Milwaukee Admirals           | AHL        | 65  | 4  | 12 | 16  | 22  | 7  | 0  | 0  | 0  | 11 |
| 2005–2006  | Nashville Predators          | NHL        | 2   | 0  | 0  | 0   | 0   | —  | —  | —  | —  | —  |
|            | Milwaukee Admirals           | AHL        | 76  | 10 | 32 | 42  | 31  | 21 | 3  | 7  | 10 | 31 |
| 2006–2007  | Nashville Predators          | NHL        | 3   | 1  | 0  | 1   | 0   | —  | —  | —  | —  | —  |
|            | Milwaukee Admirals           | AHL        | 70  | 5  | 15 | 20  | 67  | 4  | 1  | 0  | 1  | 0  |
| 2007–2008  | Nashville Predators          | NHL        | 13  | 0  | 2  | 2   | 6   | —  | —  | —  | —  | —  |
|            | Milwaukee Admirals           | AHL        | 9   | 0  | 3  | 3   | 2   | —  | —  | —  | —  | —  |
| 2008–2009  | Nashville Predators          | NHL        | 63  | 4  | 8  | 12  | 19  | —  | —  | —  | —  | —  |
| 2009–2010  | Nashville Predators          | NHL        | 81  | 1  | 10 | 11  | 27  | 6  | 0  | 2  | 2  | 4  |
| 2010–2011  | Nashville Predators          | NHL        | 81  | 2  | 16 | 18  | 24  | 12 | 1  | 2  | 3  | 6  |
| 2011–2012  | Nashville Predators          | NHL        | 66  | 4  | 17 | 21  | 4   | 10 | 2  | 2  | 4  | 2  |
| 2012–2013  | Nashville Predators          | NHL        | 47  | 3  | 11 | 14  | 9   | —  | —  | —  | —  | —  |
|            | Herlev Hornets               | ML         | 8   | 1  | 2  | 3   | 29  | —  | —  | —  | —  | —  |
| 2013–2014  | Nashville Predators          | NHL        | 47  | 1  | 2  | 3   | 21  | —  | —  | —  | —  | —  |
| NHL totalt | NHL totalt                   | NHL totalt | 403 | 16 | 66 | 82  | 110 | 28 | 3  | 6  | 9  | 12 |
| AHL totalt | AHL totalt                   | AHL totalt | 220 | 19 | 62 | 81  | 122 | 32 | 4  | 7  | 11 | 42 |
| ML totalt  | ML totalt                    | ML totalt  | 8   | 1  | 2  | 3   | 29  | —  | —  | —  | —  | —  |
| OHL totalt | OHL totalt                   | OHL totalt | 244 | 25 | 95 | 120 | 186 | 72 | 13 | 32 | 45 | 49 |
| OHF totalt | OHF totalt                   | OHF totalt | 54  | 12 | 29 | 41  | 40  | —  | —  | —  | —  | —  |